# 名嘉睦稔
名嘉 睦稔（なか ぼくねん、1953年（昭和28年）12月8日 - ）は、日本の板画家。沖縄県出身。愛称でボクネンと呼ばれる。

## 来歴
1953年（昭和28年）、沖縄県の離島・伊是名村勢理客に生まれる。

幼少の頃から絵や工作が大好きだったボクネンは、画用紙が足りなくなると、伯母さんに頼んでセメント袋や肥料袋を切ってもらい画用紙代わりにしていた。茶色の紙を束にして小脇に抱え、何時でも何処でも絵を描いていたという。

更に、田んぼの片隅で一人黙々と何かをしているボクネン少年。農作業に忙しい大人達は、片目で見守りながら好きなようにさせていた。

作業を終えた伯母さんが近寄ってみると、粘土で馬や牛や魚など造形物を作って整然と並べていたという。あまりにも沢山の数だったので、「気持ちが悪いくらいだった」と伯母さんは後に話している。
1968年（昭和43年）、16歳中学卒業。島には中学校までしかない為、沖縄本島へ渡り、工業高校のデザイン科を受験。一浪して入学。
1972年（昭和47年）、工業高校を卒業し本土のデザイン専門学校へ通うも、高校時の授業内容の繰り返しに落胆。沖縄に帰る。
なお、専門学校を中退する前に学校関係者からは授業の指導者役を任せているということで引き止められたが、ボクネンは関係者に仕事を紹介するよう頼んだ。しかし当時は本土の沖縄差別が激しく、沖縄人というだけで不採用となるのが常で、「沖縄人お断り」とあるレストランも見られた。また、沖縄人には部屋を貸さない不動産もあった。結局仕事は紹介して貰えなかった。
1974年（昭和49年）、デザインプロダクションに就職。広告や印刷業界でイラストレーションが注目され話題となる。クライアントの要望に合わせて、7、8 種類の絵を描き分けていた。
1979年（昭和54年）、工業高校時代の友人とデザインプロダクション「プロジェクト・コア」を設立。Tシャツブランド「HabuBox(ハブボックス)」を立ち上げ、得意なイラストを武器に観光業界に参入。
1982年（昭和57年）、『美童シリーズ』を主としたイラストレーションも精力的に制作する。その線描画は後にリトグラフやセリグラフィーの作品として世にでる。
1983年（昭和58年）、仕事の過程で初めて版画と出合い衝撃を受けた。「一生関わっていく」という確信があったという。そのころ、知人から棟方志功の版画集を譲り受け、更に衝撃を受ける。版画制作に没頭しそうな予感がして、多忙な会社経営などの諸事情により敢えて版画を封印する。
1985年（昭和60年）、セリグラフィー作品『レッド・シーサー』を皮切りに作品を量産する。
1987年（昭和62年）、環境が整い本格的に木版画を開始する。
1990年（平成2年）、初の個展開催、版画家ボクネンを世に知らしめる。それから数年後、木版画で裏手彩色という同じ技法から、「南の棟方志功」と呼ばれる光栄に授かる。
1999年（平成11年）、「日本の美100 選／棟方志功編」（NHK）出演。
2003年（平成15年）、「写真集棟方志功　飯窪敏彦」（文藝春秋）寄稿文掲載。
2012年（平成24年）、「極上美の響宴／棟方志功「飛神の柵」を彫る」（NHK）出演。
2015年（平成27年）、この年の時点で2000 点を超す作品を生み出し、現在も精力的に版画を彫り続けている。

## 作風・人物
ボクネンの作風は、作品全体を素材がうねり踊るように配置し熱帯の色を大胆にちりばめるという奔放さにその特徴がある。これは制作時に作家が独特の「気分」を自らに乗せていくことで作品が生み出されるというものだ。この「気分」は私淑する棟方志功の作風に影響を受けており、版画を彫るスピードと一気呵成に塗り上げる裏手彩色法にその証左を見ることができる。この手法は制作論や思想とも関わりがあり、作家や作品を語る上で重要である。
制作論で言えば、ボクネンは最初からテーマをもって作品に取り組むことはほとんどない。ボクネンの頭のなかには「順序」があり、例えれば自動販売機のなかにある缶ビールが順序よく出て来るというのに似ている。目の前に出て来る作品を仕上げないうちに、後方に待ち構えている作品に手をつけるわけにはいかないのである。それでは、なぜ作品には順序があるのか。それはボクネン自身も判然としないという。ボクネンにすれば作品自体は描かれぬ前からすでに存在しており、制作は降りてくるそれを受け止めるに過ぎないからである。
ボクネンは自然対象物の素材を描くのに、実際にそのものを見たり写真を参考にしたりするということがほとんどない。これは上述のように降りて来るものを形にすることに起因している。そうであれば描かれた自然対象物に多少の不正確さが出て来ることもあり得るわけである。ところが作品のモチーフがいったん降りてきて、それが逃げてしまわないうちにもの凄いスピードで作品を彫った結果というのは、まずもって自然形態における色や形の精確さに裏打ちされており、これはこれまでの即興制作でも証明されている。
例えば、『大礁円環』という縦182cm× 横1,092 cm（版木12 枚から成る）の大作があるが、これは海中のパノラマを描いたものである。この作品は2 週間ほどで一気呵成に仕上げられたものであるが、1 枚の版木から次の版木に移る制作の繋ぎ目は、ボクネン自身の勘をたよりに彫り続けられた驚異的な作品である。ちなみに、これを観た海洋学者は魚や海の状態が精確に描かれてことに驚嘆した。魚や海草、岩などの形や色が海底から掘り出されたように瑞々しく描かれていたのである。
これを映画監督の龍村仁（『地球交響曲』製作）は、ボクネンの驚異的なパフォーマンスは脳の記録というより人間が太古よりもともともっていた「身体性の記憶」だと語り、現代の文明社会に生きる人間たちのなかでは消滅しかかっている能力だといみじくも指摘した。
ボクネンは自然界の「生きものたち」に人間が及ばないことを力説するところからも自前の思想を引き出す。例えば「（人間は）義理や恥を覚えて、獣や生物と同丈同等になる」。という「義理恥（ジリハジ＝沖縄方言）」の思想だ。「人間は生きものたちと違って野生の自己責任から免れており、社会に保障されている以上、道徳、秩序や法律など社会の維持のための義務を果たさねばならない」という言説は、もし、人間がそれができないならば「（人間は）自らの命を自らの責任で請け負い生きている生きものたちには及ばない」と結論づける。

## 作品

### 「板画」の代表作
- 「大礁円環」
- 「節季慈風」
- 「緑門シリーズ」
- 「星の花」
- 「万象連鎖シリーズ」
- 「真南風の向日葵畠」
- 「湧卵」
- 「部瀬名岬」

ほか

### その他
- 「リトグラフ」
- 「セリグラフィー」
- 「イラストレーション」
- 「レリーフ」
- 「陶板画」
- 「造作物」
- 「緞帳」
- 「オブジェ」
- 「銅像」

### 著書(画集・その他)
- ［名嘉睦稔版画集］（1966年、阿部出版）
- ［島の気分］（1990年、うすく村出版）
- ［新選　名嘉睦稔木版画集］（2000年、阿部出版）
- ［ボクネン版画絵本　紅逢黒逢の刻］（2003年、マガジンハウス）
- ［名嘉睦稔の世界展］（2004年、プロジェクト・コア）
- ［名嘉睦稔 木版画集］（2007年、阿部出版）
- ［ボクネン画文集　風のゆくえ］（2010年、プロジェクト・コア／うすく村出版）
- ［名嘉睦稔　線描画集］（2015年、プロジェクト・コア／うすく村出版）

### 作詞
- りんけんバンド（作曲：照屋林賢）
  - 「宵ぬ中空」「地翔どーい」（1991年、アルバム『カラハーイ』）
  - 「走舟」（1993年、アルバム『バンジ』）
  - 「海とぅ島」「めでたい めでたい」（1994年、アルバム『ゴンゴン』）
  - 「ヨーイヨイ」「波ぬ花」「浜ぬ下り口」「ありんくりん」（1995年、アルバム『チェレン』）
- TINGARA
  - 「夜間飛行」（1999年、アルバム『天河原』、作曲：名嘉睦稔・TINGARA ）
  - 「太陽の花」（2002年、アルバム『太陽の花』、作曲：米盛つぐみ）
  - 「旅ぬ夜風」（2003年、アルバム「みるなかなや』、作曲：名嘉睦稔）
- かっちゃん
  - 「クムイヌマァー」（2009年、アルバム『おきなわのホームソング その5』、作曲：ちゅんなー屋）

## 関連施設

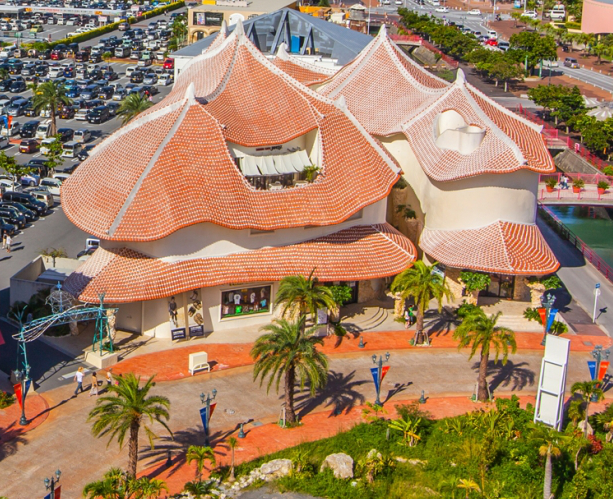
ボクネン美術館があったアートコロニーアカラ、建物自体も睦稔によるデザイン。

- BOKUNEN ART GALLERY - 2024年7月20日に沖縄市プラザハウス3階にオープン[3]。
  - 旧ボクネン美術館 - 北谷町美浜にあった施設で2024年に閉館しBOKUNEN ART GALLERYに移転[3]。
- 沖縄県県立博物館美術館（版画収蔵）
- 宜野湾市市民会館（レリーフ）
- 宜野座村立体育館（壁画・レリーフ）
- 伊是名村仲田漁港（陶板画）
- 恩納村ムーンビーチ「人魚」（銅像）
- 読谷村役場「憲法9条モニュメント」（銅像）
- 伊是名村尚円王御庭公園「尚円金丸像」（銅像）
- 伊是名村通水節公園「尚円王乗馬像」（銅像）

## 主な展示会
1990年、デパートリウボウ（沖縄）初の個展開催。
1990年〜1997年、全国118 カ所で精力的に展示会を開催。
1996年、プティミュゼ美術館（東京）
1997年、広瀬川美術館（群馬）
1998年、北九州市旧門司税関（福岡）、伊勢丹美術館新宿店（東京）
1998年、太宰府天満宮宝物殿（福岡）
2000年、明治神宮宝物殿（東京）、Avram Gaiiery（NY）
2001年、青山スパイラルガーデン（東京）
2004年、タオル美術館（愛媛）、浦添市美術館（沖縄）
2007年、日本文化会館（仏）、在大韓民国日本大使館広報文化院（韓）、Hongs' Gaiiery（韓）
2008年、明治神宮宝物殿（東京）、思文閣美術館（京都）
2010年、ボクネン美術館開館（沖縄）、企画展を定期的に開催。
2014年、台華窯（台湾）
2016年、東大阪市民美術センター（大阪）、しいのき迎賓館（石川）、あわぎんホール「徳島県郷土文化会館」（徳島）
2017年、愛媛県美術館（愛媛）

## 主なメディア出演
1988年、FM沖縄ラジオ「歌謡ステーション」パーソナリティー
1989年、NHK沖縄テレビ「どーんと沖縄ゆんたくTV」司会
1993年、NHKテレビ「琉球ポップ台風上陸」出演　
沖縄テレビ「人間万歳〜明日への息吹」出演
1995年、NHKテレビ「人間マップ」出演
1996年、NHKテレビ「日曜美術館」出演
1997年、TBSテレビ「News23」出演
- テレビ東京「たけしの誰でもピカソ」出演
- TBSテレビ「いのちの響・生命交響曲」出演

1999年、NHKテレビ「課外授業・ようこそ先輩」出演
- NHKテレビ「アーティストたちの挑戦」出演
- NHKテレビ「九州沖縄サミット・特別番組」出演

2001年、NHKテレビ「緑輝く島で」出演
- テレビ朝日「徹子の部屋」出演
- BSiテレビ「五木寛之〜日本人のこころ」出演

2002年、NHKテレビ「巨樹たちの時間」出演
- NHKテレビ「にっぽん釣りの旅」出演

2003年、NHKテレビ「未来への航海」出演
- NHKテレビ「ホリデーインタビュー・沖縄の風を刻む」出演

2004年、NHKテレビ「トップランナー」出演
- FNSテレビ「ヒューマン九州21」出演

2006年、日本テレビ「沖縄楽園スタイル・うちなー亭」出演
2007年、NHKテレビ「夢の美術館・世界の至宝工芸100 選」出演
- BSiテレビ「hito 〜今を生きるあなた〜」出演

2008年、NHKテレビ「アースウオッチャー」出演
- BS朝日テレビ「緑のコトノハ」出演

2012年、NHKテレビ「極上美の響宴」出演
- NHKテレビ「たけしアート☆ビート」出演

2014年、NHKテレビ「インタビューここから」出演